# Gustav Sondermann
Gustav Sondermann (* 7. Oktober 1894 in Aschaffenburg; † 5. September 1973 in Emskirchen, Mittelfranken) war ein deutscher Arzt, politischer Publizist und Schriftsteller.

## Leben
Gustav Sondermann ging in Aschaffenburg zur Schule und absolvierte dort 1913 sein Abitur. In Aschaffenburg war er Mitbegründer der dortigen Wandervogel-Bewegung. Er studierte Medizin in Erlangen und München. Während des Ersten Weltkrieges diente er ab April 1914 im Bayerischen 19. Infanterieregiment als Einjährig-Freiwilliger.
Von Dezember 1920 bis 1934 war der promovierte Mediziner als praktischer Arzt und politischer Publizist in Emskirchen tätig. In dieser Zeit schrieb er völkische Trivialliteratur.
Im Jahr 1923 wurde Sondermann Mitglied der NSDAP. Als Gast der in Neustadt an der Aisch neugegründeten NSDAP-Ortsgruppe verteidigte er anlässlich seines Vortrages zum Thema Völkisches Denken am 11. März 1924 den Menschen Adolf Hitler gegen alle Vorwürfe. Nachdem er Ende April 1924 den inhaftierten Hitler in Landsberg besucht hatte und von dessen Verhalten „völlig konsterniert“ war, kehrte er sich von der „Hitlerei“ ab und wendete sich dem Bund Oberland, einem 1921 als Nachfolger des aufgelösten Freikorps Oberland gegründeten Wehrverband, zu, wo er als Gruppenführer wirkte (So hatte er auch im April 1924 und April 1927 an Führertagungen auf Burg Hoheneck (Ipsheim) teilgenommen). In seinem 1938 erschienenen Roman Türme über der Stadt schildert er auf 447 Seiten den Aufstieg der Nationalsozialisten in der mittelfränkischen Kreisstadt Neustadt an der Aisch.
Von 1925 bis 1929 war er Chefredakteur der in Nürnberg in einem eigenen Verlag ab Januar 1926 erschienenen Bundeszeitschrift (des Bund Oberland) Das Dritte Reich (Verbandsblatt des Bundes Oberland). Neben dem Dritten Reich gab der Verlag auch die Zeitschrift Der Führer heraus.
Nach 1926 war er ständiger Mitarbeiter des Journals Widerstand. Zeitschrift für nationalrevolutionäre Politik im Umkreis des Nationalbolschewisten Ernst Niekisch.
Im Jahr 1934 trat er in den aktiven Sanitätsdienst der Wehrmacht ein. Im selben Jahr wurde er zum Standortarzt von Erlangen ernannt, 1941 war er Kommandeur einer Sanitäts-Ersatz und -Ausbildungs-Abteilung in Wien, 1944 wurde er als Oberstarzt Kommandeur einer Sanitätsabteilung in einer Panzerarmee an der Ostfront.
Nach Entlassung aus britischer Gefangenschaft am 16. September 1945 wurde er (unterstützt durch Versicherungen seines Schwagers, dem aktiven Widerstandskämpfer Willi Bauer, sowie Joseph E. Drexel, seinem früheren Oberland-Kameraden, und weiterer Gegner der Nationalsozialisten) mit dem Spruchkammerentscheid vom 28. Dezember 1946 zunächst als Belasteter eingestuft, wobei der öffentliche Ankläger Einspruch erhob und die Eingruppierung als Minderbelasteter forderte. Nach der Weihnachtsamnestie vom 5. November 1947 wurde der Spruchkammerentscheid aufgehoben und das Verfahren eingestellt. 1947 ließ er sich als praktischer Arzt in Erlangen nieder. und wurde dort 1948 zum Vorsitzenden des Ärztlichen Kreisverbandes Erlangen gewählt. Seit 1951 gehörte er dem Vorstand der Bayerischen Landesärztekammer an, von 1955 bis 1969 als Vizepräsident. 1957 wurde er Mitglied des Gesamtvorstandes der Bundesärztekammer sowie des Wehrmedizinischen Beirates der Bundeswehr und in den Bundesgesundheitsrat berufen.
Auf dem Deutschen Ärztetag wurde 1964 ihm (Zitat) ...als Zeichen der Anerkennung seiner ärztlichen Haltung in Krieg und Frieden und seiner Bemühung um die Wahrung und Sicherung der Schweigepflicht und des Schweigerechtes des Arztes die Paracelsus Medaille verliehen (Ende Zitat).

## Ehrungen
- 1960: Großes Bundesverdienstkreuz
- 1964: Paracelsus-Medaille der deutschen Ärzteschaft
- 1969: Ehrenmitglied des Heimatvereins Emskirchen und Umgebung

## Publikationen (Auswahl)
- Der Sinn der völkischen Sendung. J. F. Lehmann, München 1924.
- Von der kommenden Revolution. Verlag „Das Dritte Reich“, Nürnberg 1927.
- Bevölkerungskrise als biologische Folge einer Bewußtseinswandlung innerhalb des deutschen Volkes. Widerstands-Verlag, Berlin 1931.
- Das Rentendorf. 2. Auflage. Cotta, Stuttgart 1932.
- Türme über der Stadt. Wichern-Verlag, Berlin 1938.
- Besinnung und Einkehr. In: Bayerisches Ärzteblatt. Band 6, Nr. 3, März 1951, S. 33 (Digitalisat).
- Arzt, Kasse – Volksgesundheit. Vom Arzt und seinen Fragen. Lehmann, München 1952.
- Zur Frage der Diagnosenerpressung als Teilproblem der ärztlichen Schweigepflicht, Referat des Vizepräsidenten der Bayerischen Landesärztekammer auf dem 12. Bayerischen Ärztetag in Bad Reichenhall. In: Bayerisches Ärzteblatt. 11, 1959, S. 268–271.
- Rund um die ärztliche Schweigepflicht. Ärztliche Mitteilungen. In: Deutsches Ärzteblatt. 1960, S. 2032–2035 (Vgl. auch Artikel von 1957).
- Autobiografische Skizze. In: Therapie der Gegenwart. Monatsschrift für praktische Medizin. Band 112, Heft 2, (Februar) 1973. S. 3–11.